# Sverre Andersen
Sverre Andersen (9. oktober 1936 - 1. november 2016) var en norsk fodboldspiller (målmand) fra Stavanger. 
Andersen tilbragte hele sin karriere hos Viking FK i sin fødeby, og var med til at vinde det norske mesterskab med klubben i 1958. Han fungerede desuden af flere omgange, også i løbet af sin aktive karriere, som holdets træner.
Over en periode på 12 år spillede Andersen desuden 41 kampe for Norges landshold. Han debuterede for landsholdet i en venskabskamp mod Finland 26. august 1956.

## Titler
Tippeligaen
- 1958 med Viking

Norsk pokal
- 1954 og 1960 med Viking